# Hölle 3 (Quedlinburg)

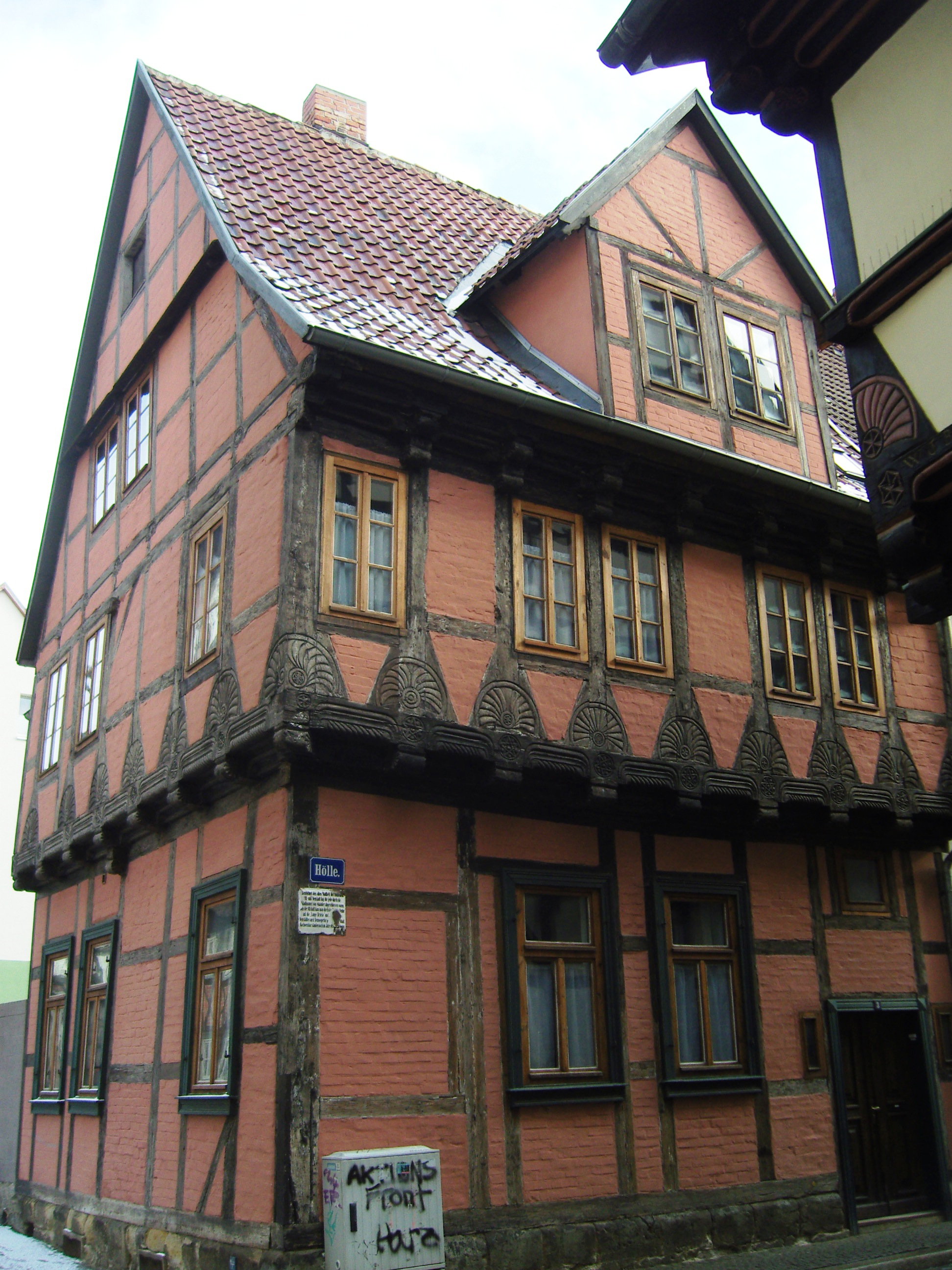
Haus Hölle 3

Das Haus Hölle 3 ist ein denkmalgeschütztes Gebäude in der Stadt Quedlinburg in Sachsen-Anhalt.

## Lage
Es befindet sich im Stadtgebiet westlich des Marktplatzes in der historischen Quedlinburger Altstadt an der Einmündung der Straße Hölle auf die Straße Stieg und gehört zum UNESCO-Weltkulturerbe. 

## Architektur und Geschichte
Das Fachwerkhaus entstand in der Zeit um 1560 ist im Quedlinburger Denkmalverzeichnis als Wohnhaus eingetragen. Die Fachwerkfassade ist üppig mit Schnitzereien verziert. Es finden sich Fächerrosetten, Pentagramme sowie Schiffskehlen. Das Erdgeschoss des Gebäudes wurde im 18. Jahrhundert umgebaut. Fenster und Türen stammen aus der zweiten Hälfte des 20. Jahrhunderts. Andere Angaben nennen das 19. Jahrhundert.
Die Sanierung des Gebäudes erfolgte 2002 durch das Architekturbüro qbatur und den Kunsthistoriker James Dennis.